# Лайне, Теему
Теему Лайне (фин. Teemu Laine; 9 августа 1982, Хельсинки) — финский хоккеист, нападающий. Воспитанник клуба «Йокерит».

## Карьера
Теему Лайне начал свою профессиональную карьеру в 1999 году в составе родного клуба СМ-Лиги «Йокерит». В следующем году на драфте НХЛ он был выбран во 2 раунде под общим 39 номером клубом «Нью-Джерси Девилз». За время своего выступления в «Йокерите» Теему сумел завоевать золотые и серебряные награды финского первенства, а также стать обладателем Континентального Кубка. 13 апреля 2004 года Лайне перешёл в клуб «Таппара», в котором он провёл следующие 3 сезона.

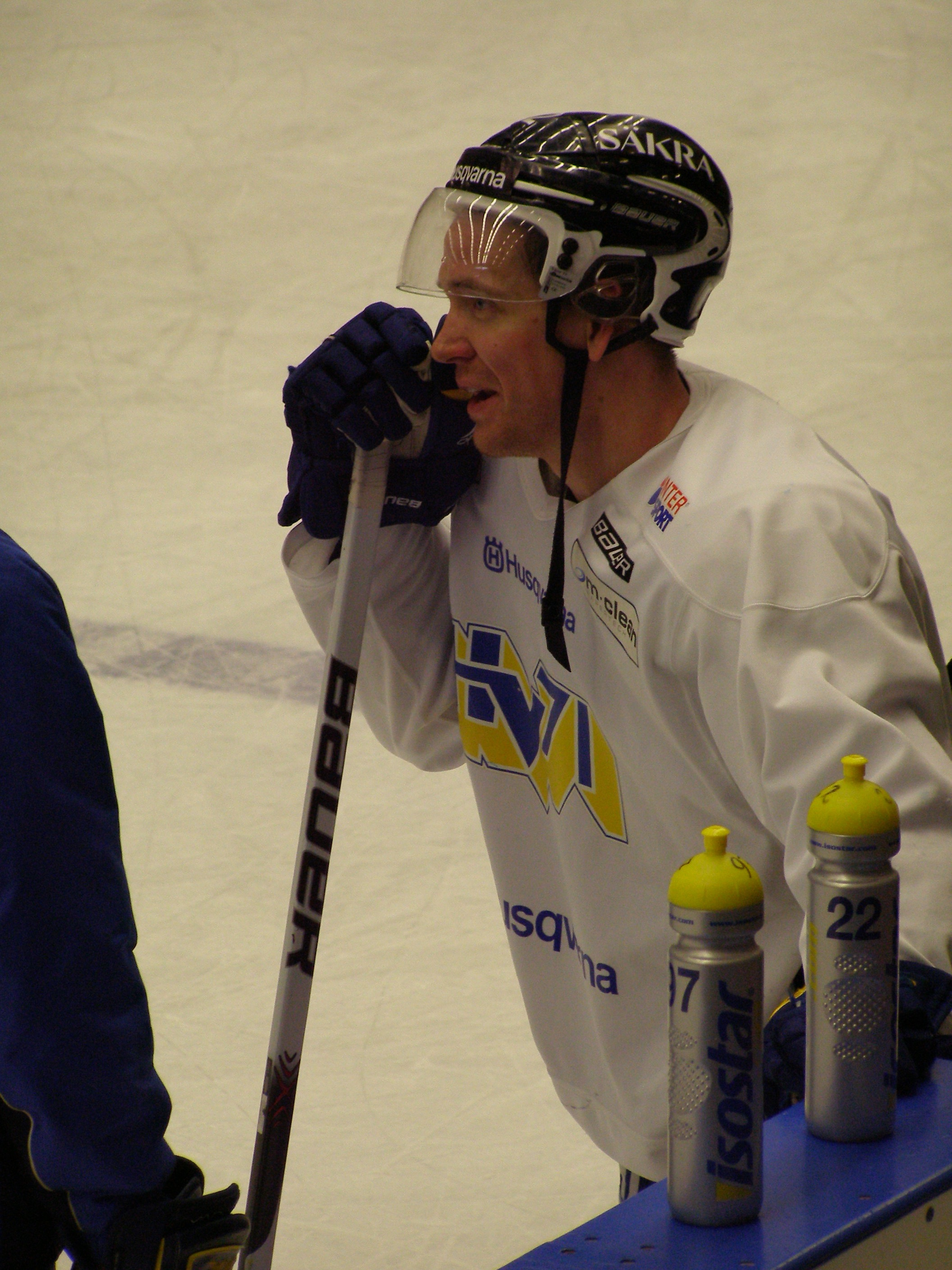
В форме шведского ХВ71

20 июня 2007 года Теему заключил однолетнее соглашение с «ТПС», где провёл отличный сезон, набрав 47 (17+30) очков в 53 проведённых матчах. После окончания срока действия своего контракта с клубом из Турку Лайне принял решение перебраться в Шведскую элитную серию, где стал игроком ХВ71. В составе клуба из Йёнчёпинга Теему становился золотым и серебряным призёром шведского первенства, а в 2010 году стал четвёртым снайпером чемпионата.
12 мая 2011 года Лайне подписал двухлетний контракт с минским «Динамо».
В апреле-мае 2013 г. подписал контракт с донецким «Донбасс»

### Международная
В составе сборной Финляндии в 2000 году Теему Лайне принимал участие в юниорском и молодёжном чемпионатах мира, на первом из которых он вместе с командой завоевал золотые награды. Также Теему призывался под знамёна сборной для участия в этапах Еврохоккейтура в сезонах 2007/08, 2008/09 и 2010/11.

## Достижения
- Чемпион мира среди юниоров 2000.
- Чемпион Финляндии 2002.
- Серебряный призёр чемпионата Финляндии 2000.
- Обладатель Континентального Кубка 2003.
- Чемпион Швеции 2010.
- Серебряный призёр чемпионата Швеции 2009.

## Статистика
| Легенда | Легенда                    | Легенда | Легенда                   | Легенда | Легенда    |
| ------- | -------------------------- | ------- | ------------------------- | ------- | ---------- |
| И       | Количество проведённых игр | Штр     | Штрафное время            | +/−     | Плюс-минус |
| Г       | Голы                       | П       | Голевые передачи          | О       | Очки       |
| -       | Статистика неизвестна      | —       | Статистика не учитывалась |         |            |

### Клубная карьера
- a В этом сезоне в «Плей-офф» учитывается статистика игрока в Кубке Надежды.